# Mays Chapel
Mays Chapel – jednostka osadnicza w Stanach Zjednoczonych, w stanie Maryland, w hrabstwie Baltimore.